# Arabis serrata
Arabis serrata là một loài thực vật có hoa trong họ Cải. Loài này được Franch. & Sav. mô tả khoa học đầu tiên năm 1873.